# ألفريد إدوارد تايلور
ألفريد إدوارد تايلور (22 ديسمبر 1869 - 31 أكتوبر 1945)، يُشار إليه عادةً باسم ألفريد إدوارد تايلور إيه. إي. تايلور، كان فيلسوفًا بريطانيًا من مذهب المثالية اشتهر بمساهماته في الفلسفة المثالية في كتاباته عن الميتافيزيقا وفلسفة الدين والفلسفة الأخلاقية ومنحة أفلاطون. كان زميلًا في الأكاديمية البريطانية (1911) ورئيسًا للجمعية الأرسطية بين عامي 1928 و1929. في أكسفورد، عُين زميلًا فخريًا للكلية الجديدة في عام 1931. في عصر الاضطرابات والصراع العالمي، كان مدافعًا بارزًا عن المثالية في العالم الناطق بالإنجليزية.

## حياته المهنية
كان تايلور فيلسوفًا في حد ذاته، حيث تناول جميع المشاكل المركزية للفلسفة، وعالمًا فلسفيًا.
تلقى تايلور تعليمه في أكسفورد في الأيام الأخيرة للحركة المثالية الأوروبية الكبرى، وتأثر مبكرًا بالمدرسة المثالية البريطانية، وخاصة الهيغلية الجديدة. في الكلية الجديدة، حصل على الدرجة الأولى في الأدب الإنساني في عام 1891 وحصل على جائزة زمالة في كلية ميرتون (1891-1896)؛ أعيد انتخابه زميلًا في عام 1902.
شغل منصب محاضر في كلية أوينز، مانشستر (1898-1903) ثم أستاذ المنطق والميتافيزيقا في جامعة ماكجيل، مونتريال (1903-1908).
كتابه الرئيسي الأول، عناصر الميتافيزيقا (1903)، المُكرس لإف. إتش. برادلي، هو أطروحة منهجية للميتافيزيقا تغطي موضوعات مثل علم الوجود، وعلم الكون، وعلم النفس العقلاني، وتأثر بباحثين على غرار يوشيا رويس وجيمس وارد وجورج فريدريك ستاوت وريتشارد أفيناريوس وهوجو مونستربيرج بالإضافة إلى روبرت أدامسون وويلهلم أوستوالد وبرتراند راسل، وحتى لويس كوتورات.
في السنوات اللاحقة، وعلى الأخص في كتابه إيمان أخلاقيّ، بدأ تايلور بالابتعاد عن بعض مذاهب شبابه المثالية المبكرة، نحو فلسفة مثالية أكثر نضجًا وشمولًا. بينما كان الطلاب في أكسفورد وكامبريدج معارضين للمثالية، أثر تايلور لسنوات عديدة على أجيال من الشباب في جامعة سانت أندروز (1908-1924) وجامعة إدنبرة (1924-1941)، وهما اثنتان من أهم جامعات المملكة المتحدة العريقة والمرموقة، حيث كان أستاذًا للفلسفة الأخلاقية. (على الرغم من تقاعده من منصبه في إدنبرة عام 1941، إلا أنه استمر في التدريس والوفاء بواجبات منصبه الأخرى أثناء الحرب حتى تم تعيين خليفة له في عام 1944.)
باعتباره عالمًا فلسفيًا، يُعتبر، إلى جانب فرانسيس ماكدونالد كورنفورد، واحدًا من أعظم الأفلاطونيين الإنجليز في عصره. في النصف الأول من القرن العشرين، ظل تايلور، خلال عصر رجعي من مناهضة الميتافيزيقا واللاعقلانية السياسية المتزايدة، مدافعًا وحيدًا ولكن قويًا عن المثالية الفلسفية الأوروبية في القرن التاسع عشر في العالم الناطق باللغة الإنجليزية.
لكن علمه لم يقتصر على الفلسفة اليونانية. في عام 1938، نشر تايلور مقالًا تاريخيًا بعنوان «العقيدة الأخلاقية لهوبز». هذه المقالة، كما لاحظ ستيوارت براون، «قدمت الأطروحة الجريئة القائلة بأن نظرية هوبز الأخلاقية مستقلة منطقيًا عن علم النفس الأناني وهي علم أخلاق صارم». أُعيدت طباعة كل من مؤلفات تايلور (1938) وبراون (1959) في كتاب دراسات هوبز (1965). طُورت الزاوية الأخلاقية، على الرغم من وجود اختلافات عن حجة تايلور، من قِبل هوارد واريندر في الفلسفة السياسية لهوبز (1957).

## مساهماته الرئيسية
باعتباره أحد علماء أفلاطون، أحد أهم أعماله على الأرجح هو كتاب فاريا سوكراتيكا (1911) وما بعده، الذي قدم فيه أدلة تدعم الموقف القائل بأن الغالبية العظمى من تصريحات سقراط في الحوارات الأفلاطونية تصور بدقة أفكار الرجل التاريخي نفسه. يُعد أعظم أعماله، أفلاطون: الرجل وعمله (1926) وكتاب تعليق على تيماوس لأفلاطون (1927)، مساهمات مهمة بشكل خاص في التعليم العالي في عصره. في العمل الأخير، وفقًا لدبليو. دي. روس، رأى تايلور أن «أفلاطون يضع في فم تيماوس فقط الآراء التي كان يعتنقها تيماوس أو على الأقل كان من الممكن أن يحملها».
في الفلسفة الأخلاقية استكشف تايلور قضايا مثل الإرادة الحرة والعلاقة بين الصواب والخير. تأثر تايلور بشكل كبير بفكر العصور الكلاسيكية القديمة، بالفلاسفة مثل أفلاطون وأرسطو، بالإضافة إلى المدرسة المدرسية في العصور الوسطى.
مساهمته في فلسفة الدين كانت بشكل أساسي محاضرات جيفورد في الفترة بين عامي 1926 و1928، والتي طُبعت تحت عنوان إيمان أخلاقيّ (1930). قدم تايلور العديد من المساهمات في المجلة الفلسفية، العقل. كتب بعض المقالات الرئيسية في موسوعة للدين والأخلاق الخاصة بجيمس هاستينغز.